# Medalla Dorothy Hill
La medalla Dorothy Hill es una distinción de la Academia Australiana de Ciencias. Se concede anualmente y reconoce las contribuciones de la profesora Dorothy Hill a las Ciencias de la Tierra y su trabajo en la educación de las mujeres.
El premio apoya la investigación en las Ciencias de la Tierra por parte de las investigadoras de hasta 10 años después del doctorado, es decir, en los primeros años de investigación, preferentemente en Australia. Hasta 2018, llevó el nombre de premio Dorothy Hill.

## Premiados
Fuente: Academia Australiana de Ciencias
| Año  | Destinatario              | Extracto de citación | Ref    |
| ---- | ------------------------- | --- | ------ |
| 2019 | Laurie Menviel            | Importantes contribuciones a la comprensión de la circulación oceánica, su variabilidad y su impacto en el clima global, el ciclo del carbono y la criosfera. | [ 2 ]  |
| 2018 | Tracy Ainsworth           | Impacto del estrés ambiental en los arrecifes de coral, así como el estudio de los brotes de enfermedades bacterianas asociados a los corales.                | [ 3 ]  |
| 2017 | Joanne Whittaker          | Contribuciones a la comprensión de la desintegración del supercontinente Pangea y la evolución de las cuencas oceánicas que rodean a Australia.               | [ 4 ]  |
| 2016 | Andréa Sardinha Taschetto | Contribución a la comprensión de fenómenos atmosféricos en la zona tropical del Pacífico y del Índico.                                                        | [ 5 ]  |
| 2015 | Nerilie Abram             | Pionero de la investigación del pasado del sistema climático del planeta y de sus implicaciones para el cambio climático antropogénico.                       | [ 6 ]  |
| 2014 | María Seton               | Contribución al estudio de la tectónica de placas y a la geodinámica global.                                                                                  | [ 7 ]  |
| 2013 | Lisa Alexander            | Contribución al estudio de la intensidad de las olas de calor en Australia y su relación con la cantidad de emisiones antropogénicas de gases invernadero.    | [ 8 ]  |
| 2012 | Karen Black               | Contribución a la investigación de la evolución de los mamíferos en Australia.                                                                                | [ 9 ]  |
| 2011 | Kirsten Benkendorff       | Avances significativos en la investigación medioambiental, la acuicultura y la salud humana.                                                                  | [ 10 ] |
| 2010 | Nicole Webster            | Contribuciones al conocimiento de las bacterias, sus relaciones y e impacto con estresores ambientales, el desove de los corales o los biofilms bacterianos.  | [ 11 ] |
| 2009 | Daniela Rubatto           | Conocimiento de las rocas metamórficas. | [ 12 ] |
| 2008 | Sandra McLaren            | Comprensión de la tectónica continental, la termocronología y el análisis de cuencas.                                                                         | [ 13 ] |
| 2007 | Leanne Armand             | Comprensión del tratamiento taxonómico del océano Austral a través del estudio de las diatomeas mediante análisis estadísticos.                               | [ 14 ] |
| 2006 | Adriana Dutkiewicz        | Contribuciones al estudio de la geología precámbrica del petróleo.                                                                                            | [ 15 ] |
| 2005 | Madeleine van Oppen       | | [ 1 ]  |
| 2004 | Susan Wijffels            | |        |
| 2003 | Kate Trinajstic           | |        |
| 2002 | A. D. George              | |        |